# Ray Oldenburg
Ray Oldenburg (* 7. April 1932; † 21. November 2022) war ein US-amerikanischer Soziologe und Stadtplaner, der vor allem durch sein Konzept der „Third Places“ (deutsch: „Dritter Ort“) bekannt wurde. Er war emeritierter Professor für Soziologie an der University of West Florida (JTB) in Pensacola.

## Leben
Oldenburgs Hauptinteresse galt der sozialen Funktion von Räumen außerhalb von Zuhause („erster Ort“) und Arbeitsplatz („zweiter Ort“). In seinem einflussreichen Werk The Great Good Place (1989) beschrieb er sogenannte „Third Places“ als informelle Treffpunkte wie Cafés, Kneipen, Buchläden oder Friseursalons, in denen soziale Interaktion auf freiwilliger, lockerer Basis stattfindet. Diese Orte seien entscheidend für eine funktionierende Demokratie, sozialen Zusammenhalt und individuelle Lebensqualität.
Oldenburg argumentierte, dass die amerikanische Vorstadtentwicklung, die stark auf das Auto und private Rückzugsräume ausgerichtet sei, zur sozialen Isolation beitrage (siehe Nordamerikanische Stadt). Er plädierte für eine Stadtplanung, die Begegnungen im öffentlichen Raum fördert und damit das Gemeinschaftsgefühl stärkt.
Neben The Great Good Place veröffentlichte er unter anderem Celebrating the Third Place (2001), in dem er Beispiele solcher Orte aus der Praxis vorstellte.
Ray Oldenburgs Theorien finden bis heute Anwendung in Stadtentwicklung, Architektur, Soziologie und der Diskussion um lebenswerte urbane Räume.
| Personendaten    | Personendaten                               |
| ---------------- | ------------------------------------------- |
| NAME             | Oldenburg, Ray                              |
| KURZBESCHREIBUNG | US-amerikanischer Soziologe und Stadtplaner |
| GEBURTSDATUM     | 7. April 1932                               |
| STERBEDATUM      | 21. November 2022                           |